# Хронологија СФРЈ јул 1990.
Хронолошки преглед важнијих догађаја везаних за друштвено-политичка дешавања у Социјалистичкој Федеративној Републици Југославији (СФРЈ), као и општа политичка, друштвена, спортска и културна дешавања која су се догодила у току јула месеца 1990. године.
| ← јун | ← јун | ← јун | ← јун | ← јун | ← јун | ← јун | ← јун | Хронологија СФРЈ током 1990. | Хронологија СФРЈ током 1990. | Хронологија СФРЈ током 1990. | Хронологија СФРЈ током 1990. | Хронологија СФРЈ током 1990. | Хронологија СФРЈ током 1990. | Хронологија СФРЈ током 1990. | Хронологија СФРЈ током 1990. | Хронологија СФРЈ током 1990. | Хронологија СФРЈ током 1990. | Хронологија СФРЈ током 1990. | Хронологија СФРЈ током 1990. | Хронологија СФРЈ током 1990. | Хронологија СФРЈ током 1990. | Хронологија СФРЈ током 1990. | август → | август → | август → | август → | август → | август → | август → | август → |
| Н     | П     | У     | С     | Ч     | П     | С     | Н     | П                            | У                            | С                            | Ч                            | П                            | С                            | Н                            | П                            | У                            | С                            | Ч                            | П                            | С                            | Н                            | П                            | У        | С        | Ч        | П        | С        | Н        | П        | У        |
| 1     | 2     | 3     | 4     | 5     | 6     | 7     | 8     | 9                            | 10                           | 11                           | 12                           | 13                           | 14                           | 15                           | 16                           | 17                           | 18                           | 19                           | 20                           | 21                           | 22                           | 23                           | 24       | 25       | 26       | 27       | 28       | 29       | 30       | 31       |

## Догађаји

### 1. јул
- На територији Социјалистичке Републике Србије 1. и 2. јула одржан референдум са питањем — Да ли прихватате да се прво донесе нов Устав па онда распишу први вишестраначки избори?. На референдум је изашло 5.084.000 односно 78% од укупног бирачког тела, од којих је 96,8% гласало за. Референдум је бојкотован од стране дела опозиције и косовских Албанаца. Србија је била једина република СФРЈ која је прво донела нови Устав, па тек онда расписала вишепартијске изборе.[1]

### 2. јул
- Скупштина Републике Словеније усвојила Декларацију о пуној суверености државе Републике Словеније, на основу које су републички закони и прописи добили предност над савезним.
- У Приштини, на платоу испред зграде покрајинске скупштине, група од 14 албанских делегата Скупштине САП Косово изгласала Уставну деклерацију којом је проглашена Република Косово, у саставу СФРЈ. Проглашење није признала ниједна од република СФРЈ, као ниједна друга држава света. Ова непризната република је 22. септембра 1991. прогласила независност, коју је једино признала Албанија. Током деведесетих година, ова непризната држава руководила је паралелним албанским институцијама на Косову и Метохији, а званично је распуштена 1. фебруара 2000. године.[2]

### 3. јул
- У Загребу одржан састанак председника Председништва др Борисава Јовића и осталих чланова Председништва СФРЈ са новоизабраним руководством СР Хрватске — председником Председништва СР Хрватске, др Фрањом Туђманом и председником Извршног већа СР Хрватске, Стјепаном Месићем (био је ово први званични сусрет Председништва СФРЈ са новим хрватским руководством).[3]
- У Книну службеници СУП-а Книн упутили протестно писмо Министарству унутрашњих послова Хрватске и Савезном секретаријату унутрашњих послова СФРЈ у коме изјављују да не желе да на капама уместо звезде петокраке носе нови хрватски грб са шаховницом.

### 5. јул
- Скупштина СР Србије донела Закон о престанку рада Скупштине САП Косово и Извршног већа Скупштине САП Косово којим су укинуте надлежности и распуштена Скупштина и Извршно веће Социјалистичке Аутономне Покрајине Косово. Права и дужности покрајинске скупштине и Извршног већа преузели су органи Извршног већа Скупштине СР Србије (ово је изазвало нови талас незадовољства припадника албанске националне мањине). Председништво СФРЈ је на својој седници, 11. јула, подржало ове мере СР Србије.
- У Книну одржан састанак између службеника СУП Книн и помоћника министра унутрашњих послова Хрватске Перице Јурића. Током састанка испред зграде СУП, у којој је одржаван састанак, окупило се више хиљада демонстраната, који су дали подршку книнским милиционерима у намери да не прихвате нове симболе Републике Хрватске.

### 6. јул
- У Книну одржан скуп на ком су представници 10 од 17 општина, у којима је живело претежно српско становништво, српски заступници у Сабору СР Хрватске и представници Српске демократске странке одбацили у потпуности нацрт амандмана на Устав СР Хрватске, које је 20. јуна најавило Председништво СР Хрватске на челу са Фрањом Туђманом.

### 9. јул
- У САП Косово отпочео масовни штрајк Албанаца због одлуке Скупштине СР Србије о укидању Скупштине и Извршног већа САП Косова.

### 10. јул
- У Београду формиран Социјалдемократски савез младих Србије—Нова демократија, који је био правни наследник Савеза социјалистичке омладине Србије, распуштеног на Конгресу одржаном 11. и 12. маја.[4] Странка је 29. августа променила назив у Нова демократија—Покрет за Србију,[5] али је касније користила само скраћени назив Нова демократија.

### 12. јул
- У Сарајеву основана Српска демократска странка Босне и Херцеговине (СДСБиХ), чији је председник био Радован Караџић.

### 16. јул
- У Београду, у „Сава центру“, од 16. до 18. јула, уз учешће 1.455 делегата отпочео XII конгрес Савеза комуниста Србије (СКС), који је идућег дана — 17. јула прерастао у Први оснивачки конгрес Социјалистичке партије Србије (СПС). Тада је дошло до уједињења СК Србије са Социјалистичким савезом радног народа Србије (ССРНС) у јединствену политичку партију. На Конгресу су усвојене Програмске основе и Статут партије и изабрани органи и функционери партије — за председника партије изабран је Слободан Милошевић, председник Председништва СР Србије; за потпредседнике: Радмила Анђелковић, Богдан Трифуновић и Михајло Марковић, а за генералног секретара Петар Шкундрић.

### 17. јул
- Скупштина града Титово Велење, а на предлог странке Зелени Словеније, донела одлуку о промени назива града у Велење (назив Титово Велење град је носио од 10. октобра 1981).[6]

### 20. јул
- У Београду Скупштина Социјалистичке Републике Србије усвојила измене изборног закона ради одржавања вишестраначких избора чиме је и званично уведен вишепартијски систем у Србији.

### 22. јул
- У Вуковару одржан скуп Српске демократске странке на ком је председник странке Јован Рашковић захтевао добијање аутономије српског народа у Хрватској.

### 23. јул
- У Београду умро Слободан Глумац (1919—1990) новинар и публициста, један од оснивача листа Вечерње новости и његов дугогодишњи уредник. Сахарњен је у Алеји заслужних грађана на београдском Новом гробљу.[7]

### 24. јул
- У Софији на стадиону „Васил Левски“ позната југословенска певачица Лепа Брена одржала концерт пред више од 100.000 људи. Ово је био најпосећенији концерт у Бугарској, чији рекорд у броју посетилаца ниједна музичка звезда није успела да обори. Куриозитет концерта био је начин на који је Лепа Брена стигла на стадион — на сцену се спустила из хеликоптера бившег бугарског председника Тодора Живкова.[8]

### 25. јул
- Сабор Социјалистичке Републике Хрватске, на предлог Председништва СР Хрватске, изгласао измену амандмана од LXIV до LXXV у Уставу СР Хрватске којима је из назива републике избрисана реч „социјалистичка“ и измењени грб и застава СР Хрватске — чиме су изостављени социјалистички симболи, а у употребу враћен „историјски хрватски грб“ са шаховницом. Република Хрватска била је прва од република СФРЈ, која је променила државне симболе, који су били привремени и важили су до 21. децембра када је донет Закон о грбу, застави и химни Републике Хрватске.[9][10]
- У Београду Скупштина СФРЈ усвојила Закон о удруживању грађана у удружења, друштвене организације и политичке организације које се оснивају на територији Социјалистичке Федеративне Републике Југославије.[11] Овим законом уведен је вишепартијски систем на федералном нивоу, али савезни избори никада нису одржани, док су посланици у савезном парламенту делегирани из републичких и покрајинских скупштина.
- У Србу, код Грачаца одржан Сабор Срба у Хрватској коме је присуствовало преко 100.000 људи, међу којима представници Српске демократске странке и Српске православне цркве. На Сабору је усвојена Декларација о суверености и аутономији српског народа, којом је за политичког представника Срба у Хрватској одређен Српски сабор, са средиштем у Србу и Српско национално вијеће (СНВ) као извршни орган Сабора. Декларација је предвиђала да СНВ може расписати референдум о питању статуса Срба у Хрватској, као и о другим питањима која се тичу аутономије и суверенитета. За председника Српског националног вијећа изабран је Милан Бабић, дотадашњи председник Привременог предсједништва Заједнице општина Сјеверне Далмације и Лике.[12]

### 29. јул
- На Козари одржан митинг на ком је Анте Марковић, председник Савезног извршног већа, пред око неколико десетина хиљада људи, објавио оснивање сопствене странке — Савеза реформских снага Југославије (СРСЈ). Ово је била једина партија, основана после распада СКЈ, која је деловала на подручју читаве Југославије.
- У Новом Пазару, на градском стадиону у присуству око 30.000 грађана одржана Оснивачка скупштина Странке демократске акције Санџака (СДА Санџака) на којој је за председника странке изабран Сулејман Угљанин, а за генералног секретара Расим Љајић.

### 31. јул
- У Сарајеву Скупштина Социјалистичке Републике Босне и Херцеговине усвојила измену амандмана од LIX до LXXX на Устав СР Босне и Херцеговине чиме је омогућено одржавање првих вишепартијских избора.[13]
- У Србу одржана прва конститутивна седница Српског националног већа (СНВ) на којој је донета одлука о референдуму, којим би се потврдила аутономија и суверенитет српског народа у Хрватској. На истој седници за председника СНВ изабран је др Милан Бабић, председник Скупштине општине Книн.